# Tadeusz Krupiński (wojskowy)
Tadeusz Bronisław Krupiński (ur. 13 stycznia 1899 w Grodzisku Mazowieckim, zm. wiosną 1940 w Charkowie) – kapitan broni pancernych Wojska Polskiego, ofiara zbrodni katyńskiej.

## Życiorys
Urodził się 13 stycznia 1899 w Grodzisku Mazowieckim, w ówczesnym powiecie błońskim guberni warszawskiej, w rodzinie Piotra i Marii z Lamparskich. Był członkiem „Sokoła” i Polskiej Organizacji Wojskowej.
W 1918 wstąpił do Wojska Polskiego. Od 20 października 1918 do 24 maja 1919 był uczniem klasy „F” Szkoły Podchorążych w Warszawie. 12 czerwca 1919 Naczelny Wódz mianował go z dniem 1 czerwca 1919 podporucznikiem w piechocie i przydzielił do 41 Pułku Piechoty. Wziął udział w wojnie z bolszewikami, początkowo w szeregach macierzystego pułku, a następnie 1 Pułku Czołgów.
Po zakończeniu wojny pozostał w zawodowej służbie wojskowej, w macierzystym 41 pp w Suwałkach. 3 maja 1922 został zweryfikowany w stopniu porucznika ze starszeństwem od 1 czerwca 1919 i 2010. lokatą w korpusie oficerów piechoty. W 1923 był przydzielony z macierzystego pułku do Centralnej Szkoły Podoficerów Zawodowych Piechoty Nr 2 w Grudziądzu. W następnym roku został przeniesiony do 1 Pułku Czołgów. W 1925 został przeniesiony do rezerwy. Odbył ćwiczenia rezerwy w 1 Pułku Czołgów (1930) i 1 Pułku Pancernym w Poznaniu (1932). 29 stycznia 1932 prezydent RP nadał mu stopień kapitana z dniem z 2 stycznia 1932 i 36. lokatą w korpusie oficerów rezerwowych piechoty. W 1934 pozostawał w ewidencji Powiatowej Komendy Uzupełnień Kraków Miasto. W dalszym ciągu przydział w rezerwie do 1 Pułku Pancernego. W 1936 mieszkał w Bielsku przy ul. Wyspiańskiego 16 m. 5. W 1938 został przydzielony w rezerwie do 6 Batalionu Pancernego we Lwowie.
W czasie kampanii wrześniowej 1939 miał pełnić służbę w Dowództwie Grupy Fortecznej Obszaru Warownego „Śląsk” na stanowisku płatnika. W nieznanych okolicznościach, po agresji ZSRR na Polskę, został wzięty do niewoli sowieckiej i osadzony w obozie w Starobielsku. Wiosną 1940 został zamordowany przez funkcjonariuszy NKWD w Charkowie i pogrzebany potajemnie w bezimiennej mogile zbiorowej w Piatichatkach, gdzie od 17 czerwca 2000 mieści się oficjalnie Cmentarz Ofiar Totalitaryzmu w Charkowie. Figuruje na tzw. liście Gajdideja (poz. 1361).
5 października 2007 minister obrony narodowej Aleksander Szczygło mianował go pośmiertnie na stopień majora. Awans został ogłoszony 9 listopada 2007 w Warszawie, w trakcie uroczystości „Katyń Pamiętamy – Uczcijmy Pamięć Bohaterów”.

## Ordery i odznaczenia
- Krzyż Walecznych czterokrotnie[20][21][22][23]
- „Znak Pancerny” nr 523 – 11 listopada 1933[24]

16 listopada 1936 Komitet Krzyża i Medalu Niepodległości odrzucił wniosek o nadanie mu tego odznaczenia „z powodu braku pracy niepodległościowej”.